# Aguachica
Aguachica é um município da Colômbia, localizado no departamento de Cesar.